# Gefangenendilemma
Als Gefangenendilemma wird ein Gedankenexperiment oder entscheidungstheoretisches Dilemma bezeichnet, aus dem ein mathematisches Spiel der Spieltheorie hervorgegangen ist. Es beschreibt eine Situation, in der sich zwei Handelnde („Spieler“) unabhängig und ohne Rücksprache zwischen zwei Verhaltensweisen entscheiden müssen, wobei der Erfolg oder „Ertrag“ für den Einzelnen von der Entscheidung des jeweils anderen stark beeinflusst wird.
Beim Gefangenendilemma handelt es sich um ein symmetrisches Spiel mit vollständiger Information, das sich entsprechend in Normalform darstellen lässt. Beide Gefangene werden beschuldigt, gemeinsam eine Straftat begangen zu haben. Die für beide Gefangenen identische dominante Strategie besteht darin, zu gestehen und dadurch auch implizit den anderen zu beschuldigen. Diese Strategie ist zwar weder für den einzelnen Gefangenen noch in Summe optimal, stellt aber das einzige Nash-Gleichgewicht dar. Hingegen würde eine Kooperation der Gefangenen untereinander – also zu schweigen oder die gemeinsame Tat zu leugnen – für beide zu einer niedrigeren Strafe führen.
Das Gefangenendilemma taucht bei einer Vielzahl soziologischer und ökonomischer Fragestellungen auf. In den Wirtschaftswissenschaften wird das Gefangenendilemma als Teil der Spieltheorie auch den entscheidungsorientierten Organisationstheorien zugeordnet. Es ist nicht zu verwechseln mit dem Gefangenenparadoxon über bedingte Wahrscheinlichkeiten und dem Problem der 100 Gefangenen der Kombinatorik.

## Klassische Darstellung

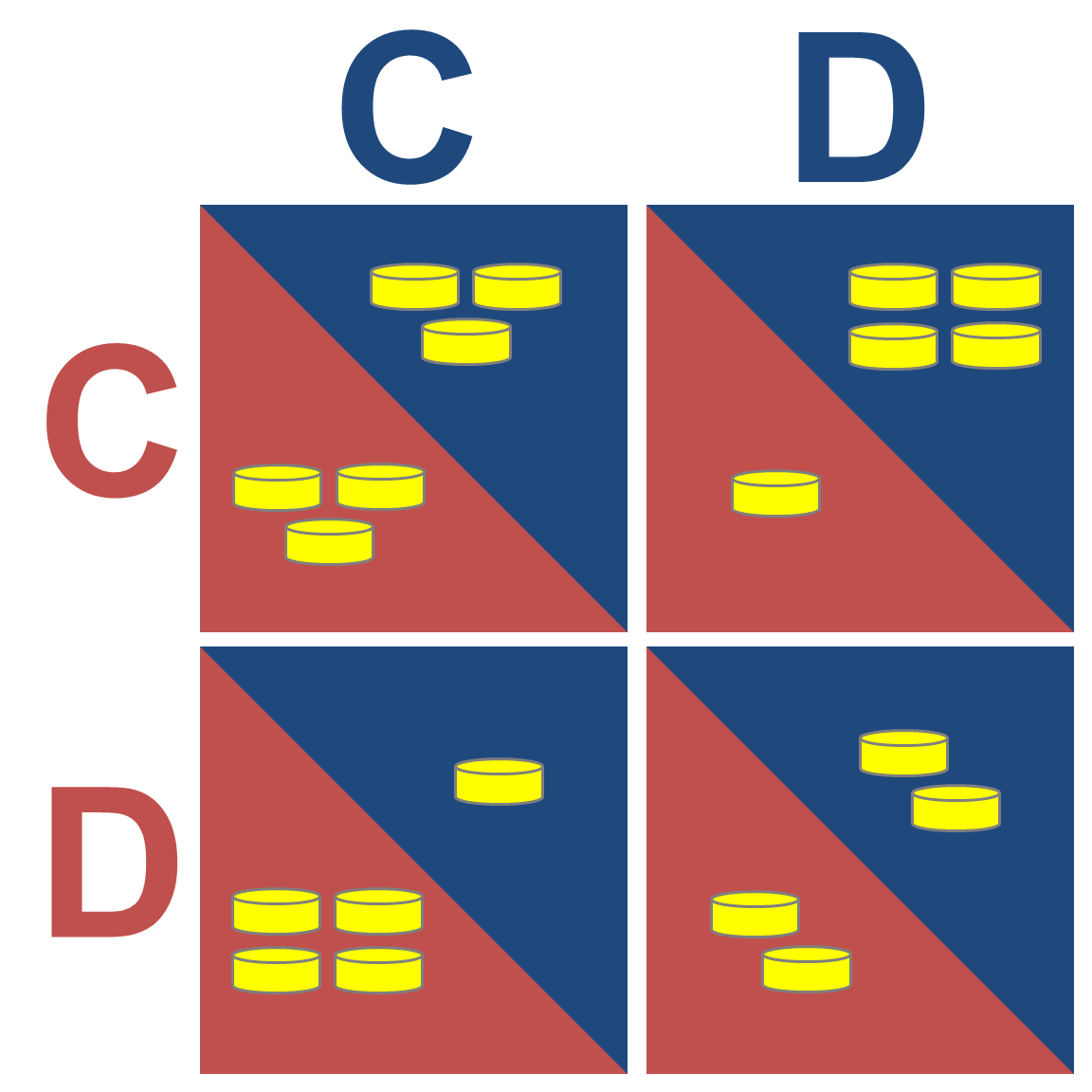

In der klassischen Darstellung sind die beiden Spieler zwei Häftlinge, die wegen eines Vergehens eine geringe Haftstrafe absitzen. In dieser Situation wird ihnen das Angebot gemacht, gegen den jeweils anderen in einer ungeklärten schweren Strafsache auszusagen. Durch die Kronzeugenregelung würde der Aussagende begnadigt, der andere jedoch zu weiterer Haft oder gar zum Tod verurteilt. Sagt keiner aus, so müssen sie ihre leichte Haftstrafe bis zum Ende absitzen. Sagen jedoch beide zugleich gegen den jeweils anderen aus, greift die Kronzeugenregelung nicht, und beide werden gleichermaßen wegen des schweren Vergehens verurteilt.
Die beiden Strategien sind die Aussageverweigerung (spieltheoretisch „Kooperation“, da zu Gunsten des anderen Spielers gehandelt wird, {\displaystyle C} für engl. Cooperation) oder die Beschuldigung des anderen (spieltheoretisch „Defektion“, {\displaystyle D}). Ein Dilemma entsteht dadurch, dass sich die Spieler entscheiden müssen, ohne die Entscheidung des anderen zu kennen oder mit ihm verabreden zu können. Wenn Spieler 1 kooperiert, während Spieler 2 defektiert, ist dies für Spieler 1 das schlechtestmögliche Ergebnis und für Spieler 2 das bestmögliche. Wenn beide kooperieren, wird auch keiner von beiden begnadigt, was nicht das bestmögliche Ergebnis für den einzelnen wäre.
Es stellt sich daher die Frage, welche Entscheidung für den Einzelnen rationaler ist angesichts des Risikos, das die Entscheidung des anderen mit sich bringt.

## Entwicklung und Namensgebung
Grundzüge des Dilemmas finden sich bereits in der europäischen Aufklärungsliteratur, etwa bei Thomas Hobbes. (Siehe auch: Gefangenendilemma und Wirtschaftsethik im Leviathan.) So argumentiert Hobbes für den Übergang vom Naturzustand in den Staatszustand mit der Unterwerfung der Einzelnen unter die Staatsgewalt als vernünftig, weil zwar der einzelne auf sein Recht verzichte, die anderen zu beherrschen (das entspricht der Strategie der Defektion), durch seine Unterwerfung unter den Staat aber auch vor den Ansprüchen der Anderen, ihn zu beherrschen, geschützt sei. Die Unterwerfung unter die Staatsgewalt entspricht hier der Strategie der Kooperation. Allerdings erfolgt diese bei Hobbes als Vertragstheoretiker ausdrücklich in der Form einer Verabredung der Bürger, sich der Staatsgewalt zu unterwerfen.
Die Grundkonzeption des Gefangenendilemmas wurde in den 1950er Jahren von zwei Mitarbeitern der Rand Corporation formuliert. Um ihre abstrakten theoretischen Resultate zu veranschaulichen, beschrieben Merrill M. Flood und Melvin Dresher ein Zweipersonenspiel, das zeigt, wie individuell rationale Entscheidungen zu kollektiv schlechteren Ergebnissen führen können.
Die Bezeichnung „Gefangenendilemma“ geht auf Albert William Tucker von der Universität Princeton zurück. Dieser hatte die Auszahlungsmatrix 1950 bei Melvin Dresher gesehen und übernahm sie wegen ihrer Anschaulichkeit. Als er vor Psychologen einen Vortrag über die Spieltheorie halten sollte, entschloss er sich, die abstrakte Auszahlungsmatrix mit dem Szenario eines sozialen Dilemmas zu veranschaulichen. Dabei stehen zwei (schuldige) räumlich getrennte Untersuchungshäftlinge vor der Wahl zu leugnen oder zu gestehen. Für den Einzelnen ist es am sichersten, zu gestehen, beidseitiges Leugnen aber verspricht das beste Gesamtergebnis.
Seitdem hat sich die Bezeichnung Gefangenendilemma für sämtliche Interaktionsbeziehungen mit denselben Rahmenbedingungen (zwei Akteure, je zwei Handlungsalternativen, symmetrische Auszahlungsmöglichkeiten, keine Möglichkeit der Absprache, wechselseitige Interdependenzen) etabliert.

## Beschreibung der Situation
Zwei Häftlinge werden verdächtigt, gemeinsam eine Straftat begangen zu haben. Beide Gefangene werden in getrennten Räumen vernommen und haben keine Möglichkeit, sich zu beraten und ihr Verhalten abzustimmen. Wenn die Gefangenen sich beide entscheiden zu schweigen {\displaystyle (C,C)}, werden beide wegen kleinerer Delikte zu je einem Jahr Haft verurteilt. Belasten sich jedoch die beiden gegenseitig {\displaystyle (D,D)}, erwartet beide eine Gefängnisstrafe, wegen der Zusammenarbeit mit den Ermittlungsbehörden jedoch nicht die Höchststrafe, sondern lediglich je zwei Jahre Haft. Belastet nur einer den anderen (Defektion) und der andere schweigt (Kooperation) – {\displaystyle (D,C)} oder {\displaystyle (C,D)} –, so geht der Beschuldigende als Kronzeuge frei, der andere bekommt die Höchststrafe von drei Jahren Haft.
Beiden Häftlingen als „Spielern“ stehen also dieselben Strategien {\displaystyle \sigma _{1}} (keine Aussage, Kooperation) und {\displaystyle \sigma _{2}} (Aussage, Defektion) zur Verfügung. Betrachtet man die Reduktion der Bestrafung als „Ertrag“ der einzelnen Spieler, so ergeben sich folgende Bewertungen, die mit den englischen Ausdrücken „temptation“, „reward“, „punishment“ und „sucker’s payoff“ bezeichnet werden:
| {\displaystyle T} temptation (Versuchung)                 | Verrat, wenn der andere schweigt (Defektion bei Kooperation)       | freigehen       | −0 |
| {\displaystyle R} reward (Belohnung)                      | Schweigen, wenn der andere schweigt (Kooperation bei Kooperation)  | ein Jahr Haft   | −1 |
| {\displaystyle P} punishment (Bestrafung)                 | Verrat, wenn der andere ebenfalls verrät (Defektion bei Defektion) | zwei Jahre Haft | −2 |
| {\displaystyle S} sucker’s payoff (Lohn des Gutgläubigen) | Schweigen, wenn der andere verrät (Kooperation bei Defektion)      | drei Jahre Haft | −3 |

So ergeben sich folgende Kombinationen in einer Bimatrix als allgemeine Auszahlungsmatrix.
| Spieler 1\Spieler 2         | {\displaystyle \sigma _{1}} | {\displaystyle \sigma _{2}} |
| --------------------------- | --------------------------- | --------------------------- |
| {\displaystyle \sigma _{1}} | {\displaystyle (R,R)}       | {\displaystyle (S,T)}       |
| {\displaystyle \sigma _{2}} | {\displaystyle (T,S)}       | {\displaystyle (P,P)}       |

In der Präferenzordnung gilt für den Einzelnen {\displaystyle T>R>P>S}. Es lässt sich aber leicht ausrechnen, dass {\displaystyle R+R>T+S.} Der gemeinsame Ertrag ist also größer, wenn beide schweigen (kooperieren) ({\displaystyle \sigma :{1,1}} resultiert in {\displaystyle (R,R)}), denn dann müsste jeder nur ein Jahr ins Gefängnis. Individuell scheint es für beide vorteilhafter zu sein, den anderen zu beschuldigen ({\displaystyle \sigma :{2,2}}) - es wird auf die Chance auf {\displaystyle R} verzichtet, aber {\displaystyle S} ausgeschlossen.
Kollektive und individuelle Analyse führen zu unterschiedlichen Handlungsempfehlungen. In diesem Auseinanderfallen der möglichen Strategien besteht das Dilemma. Die vermeintlich rationale, schrittweise Analyse der Situation verleitet beide Gefangene, zu beschuldigen, was zu einem schlechten Resultat führt (suboptimale Allokation). Das bessere Resultat wäre durch Kooperation erreichbar, die aber anfällig für einen Vertrauensbruch ist. Die rationalen Spieler treffen sich an dem Punkt, an dem sich die jeweils dominanten Strategien treffen. Dieser Punkt wird als Nash-Gleichgewicht bezeichnet. Das Paradoxe ist, dass beide Spieler keinen Grund haben, vom Nash-Gleichgewicht abzuweichen, obwohl das Nash-Gleichgewicht hier kein pareto-optimaler Zustand ist.

### Die Rolle von Vertrauen
Das Dilemma der Spieler beruht auf der Unvorhersehbarkeit des Verhaltens des jeweils anderen Spielers. Die Spieltheorie befasst sich mit optimalen Strategien beim Gefangenendilemma. Die optimale Strategie für beide wäre, einander zu vertrauen und zu kooperieren. Das Vertrauen kann auf zwei Arten hergestellt werden: zum einen durch – nach den Spielregeln nicht erlaubte – Kommunikation und entsprechende Vertrauensbeweise, zum anderen durch Bestrafung des Mitspielers im Falle eines Vertrauensbruchs.
Der Ökonom und Spieltheoretiker Thomas Schelling geht in seinem Werk The Strategy of Conflict (Die Strategie des Konflikts) auf solche Probleme unter den Bedingungen des Kalten Kriegs ein („Gleichgewicht des Schreckens“). Die Bestrafung für Vertrauensbruch wäre so drastisch gewesen, dass er sich nicht lohnte. Beim wiederholten Spiel des Gefangenendilemmas beruhen die meisten Strategien darauf, dass man Informationen aus vorhergehenden Runden verwendet. Wenn der andere in einer Runde kooperiert, vertraut die erfolgreiche Strategie Tit for Tat („Wie du mir, so ich dir“) darauf, dass er es weiterhin tut, und gibt ihrerseits einen Vertrauensbeweis. Im entgegengesetzten Fall bestraft sie, um zu verhindern, dass sie ausgenutzt wird.

## Spielweisen

### Einmaliges Spiel
Gemäß der klassischen Analyse des Spiels ist im nur einmal gespielten Gefangenendilemma (engl.: One Shot) die einzig rationale Strategie für einen am eigenen Wohl interessierten Spieler, zu gestehen und den Mitgefangenen damit zu verraten. Denn durch seine Entscheidung kann er das Verhalten des Mitspielers nicht beeinflussen, und unabhängig von der Entscheidung des Mitspielers stellt er sich immer besser, wenn er selbst nicht mit dem Mitgefangenen kooperiert. Diese Analyse setzt voraus, dass die Spieler nur einmal aufeinander treffen und ihre Entscheidungen keinen Einfluss auf spätere Interaktionen haben können. Da es sich um ein echtes Dilemma handelt, folgt aus dieser Analyse aber keine eindeutige Handlungsanweisung (präskriptive Aussage) für reale Interaktionen, die einem Gefangenendilemma entsprechen.
Im einmaligen, alles entscheidenden Spiel muss jedoch darauf hingewiesen werden, dass es egal ist, ob sich beide Parteien zuvor absprechen. Die Situation nach einem evtl. geführten Gespräch bleibt gleich.
Empirie
In Experimenten wurde nachgewiesen, dass sehr viele Mitspieler auch bei einmaligem Spiel kooperieren. Es wird angenommen, dass es verschiedene Spielertypen gibt. Die tatsächliche Verteilung der in den Experimenten beobachteten Kooperation kann durch die Standardtheorie der „rationalen Strategie“ nicht erklärt werden. In einem Experiment mit 40 Mitspielern, die jeweils 20 Spiele paarweise absolvierten, betrug die Kooperationsrate im Durchschnitt 22 %.
Nach einem von Frank, Gilovich und Regan 1993 veröffentlichten Experiment wurde das Verhalten von Ökonomiestudenten im ersten Studienjahr mit Studenten im Jahr vor dem Examen sowie mit dem Verhalten von Studenten anderer Fachrichtungen unter den Bedingungen eines Gefangenendilemmas verglichen. Dabei erhielten die Studenten, wenn sie beide kooperierten, je zwei Dollar, und wenn sie beide nicht kooperierten, je einen Dollar; bei einseitiger Kooperation bekam der kooperierende Student nichts, der nicht kooperierende Student dagegen drei Dollar. Es zeigte sich, dass sowohl Erstsemester als auch Studenten anderer Fachrichtungen sich mit großer Mehrheit für Kooperationsstrategien entschieden. Studenten im vierten Jahr ihres Ökonomiestudiums tendierten dagegen zu unkooperativem Verhalten. Frank u. a. schlossen daraus, dass Ökonomen in ihrer Lehre mit Rücksicht auf das Allgemeinwohl als auch auf das Wohlergehen ihrer Studenten eine weniger verengte Perspektive hinsichtlich menschlicher Motivation einräumen sollten, als dies bisher der Fall war.

### Mehrmaliges (endliches) Spiel

Die Situation ändert sich, wenn das Gefangenendilemma als Spiel über mehrere Runden läuft (iteriertes Gefangenendilemma), bei dem die Spieler sich an die vorherigen Runden erinnern. Wie sich die Situation dann ändert, hängt davon ab, ob den Spielern die Anzahl der Runden bekannt ist oder nicht. Ist den Spielern das Spielende bekannt, lohnt es sich für eigentlich kooperierende Spieler, in der letzten Runde zu verraten, weil dafür eine Vergeltung nicht mehr möglich ist. Somit wird aber die vorletzte Runde zur letzten, in der effektiv eine Entscheidung zu fällen ist, worauf sich wieder dieselbe Situation ergibt. Durch Induktion folgt, dass das Nash-Gleichgewicht in diesem Fall der ständige Verrat ist. Das heißt, wenn beide Seiten sich permanent verraten, ist dies die einzige Strategie, bei der durch einen Strategiewechsel kein besseres Ergebnis erzielt werden kann. Deshalb ist ein Spiel, bei dem beiden Spielern die Anzahl der Runden bekannt ist, genau wie ein Einmalspiel (One Shot) zu behandeln. Dies ergibt sich aus einer spieltheoretischen Rückwärtsinduktion (“backward induction”). In der Praxis wird dieses theoretisch rationale Verhalten jedoch nicht immer beobachtet. Dies liegt daran, dass ein rationaler Spieler nicht wissen kann, ob der andere Spieler auch rational agiert. Wenn die Möglichkeit besteht, dass der Mitspieler irrational agieren könnte, ist es auch für den rationalen Spieler von Vorteil, vom ständigen Verrat abzuweichen und stattdessen Tit-for-Tat zu spielen.
Grundsätzlich anders verhält es sich erst, wenn den Spielern die Anzahl der Runden nicht bekannt ist. Da die Spieler nicht wissen, welche Runde die letzte sein wird, kommt es nicht zur Rückwärtsinduktion. Das unbekannt oft wiederholte Spiel ist damit einem unendlich oft wiederholten Spiel (Single Shot) gleichzusetzen.

### Unendliches Spiel
Bei unendlich wiederholten Spielen (Single Shot) kommt es wie bei unbekannt oft wiederholten Spielen nicht zur Backward Induction. Die wiederholte Interaktion ermöglicht es, Kooperation in folgenden Runden zu belohnen, was zu höheren Gesamtauszahlungen führt, oder Defektion zu vergelten, was zu geringeren Auszahlungen führt. Tit for Tat („wie du mir, so ich dir“) bedeutet in der nächsten Periode Bestrafung für den Verrat. Man spricht in dem Fall von kalkulativem Vertrauen.
Zur Interpretation der Ergebnisse eines Spiels werden bei endlichen Spielen die Auszahlungen der einzelnen Runden zu einer Gesamtauszahlung zusammengefasst, welche dann den Erfolg eines Spielers in einem Spiel wiedergibt. Hierfür werden die Auszahlungen der einzelnen Runden üblicherweise ungewichtet addiert, können aber auch in Form eines Diskontfaktors abgezinst werden.
Beim mehrmaligen Spiel wird die Auszahlungsmatrix in der Regel so gestaltet, dass zusätzlich zur allgemein gültigen Ungleichung {\displaystyle T>R>P>S} außerdem {\displaystyle 2R>T+S} gilt, was in der Beispiel-Auszahlungsmatrix aus der Einleitung erfüllt ist: {\displaystyle 2\cdot \left(-1\right)>-0+\left(-3\right)}. Im entgegengesetzten Fall könnten sich zwei Spieler sonst durch abwechselndes Ausbeuten und Ausgebeutet-Werden einen Vorteil gegenüber kooperierenden Spielern verschaffen, oder sie könnten sich schlicht die Summe der Einzelergebnisse für einseitige Kooperation und einseitige Defektion teilen.
Es ist ein Unterschied, ob man siegen oder gewinnen will. Wenn man den Sieg erringen will, handelt es sich eigentlich um ein anderes Spiel. Das Spiel wird zu einem Nullsummenspiel, wenn am Ende nur der Sieg gezählt wird. Wenn man gewinnen will (einen Gewinn erzielen will), lohnt es sich, dem anderen Mitspieler auch Kooperation anzubieten, indem man kooperiert. Wenn der andere darauf eingeht, erzielt man am Ende einen höheren Gewinn, als wenn man ausschließlich Verrat übt. Auch wenn man selbst auf die Kooperation des anderen eingeht durch eigene Kooperation, steigert man seinen Gewinn.

### Mehr als zwei Akteure
Ein Gefangenendilemma mit mehreren Personen ergibt sich beispielsweise, wenn die beteiligten Personen zwischen zwei Strategien ({\displaystyle C} = Kooperation; {\displaystyle D} = Defektion) wählen können, und die Auszahlungen wie folgt sind:
{\displaystyle A_{C}=2x}
{\displaystyle A_{D}=3x+3}
Dabei bezeichnet {\displaystyle x} die Anzahl der Spieler, die Strategie {\displaystyle C} wählen, also kooperieren.
Anhand der Auszahlungsfunktionen ist ersichtlich, dass die Wahl von {\displaystyle D} immer eine höhere Auszahlung erbringt als die Wahl von {\displaystyle C}, {\displaystyle D} ist also eine strikt dominante Strategie und führt somit zum Nash-Gleichgewicht. Das Nash-Gleichgewicht ist kein Pareto-Optimum, da alle Spieler sich durch eine gemeinsame vertragliche Absprache verbessern könnten. Wie beim Zweipersonenspiel ist das Pareto-Optimum wechselseitig kooperativer Spieler kein Nash-Gleichgewicht, da für einen egoistischen Spieler immer der Anreiz existiert, zu defektieren.
Bei einem symmetrischen Spiel mit zwei Entscheidungsmöglichkeiten wie in diesem Beispiel lässt sich die Auszahlungsmatrix für 100 Spieler in folgender Form darstellen.
|   | 0 | 01 | 02 | 03 | … | 098 | 099 |
| - | - | -- | -- | -- | - | --- | --- |
| C | 2 | 4  | 6  | 8  | … | 198 | 200 |
| D | 3 | 6  | 9  | 12 | … | 297 | 300 |

Das Zeilenpräfix steht für die Strategie eines beliebigen Spielers, die Spaltenüberschriften stellten die Anzahl der anderen Spieler dar, die Strategie {\displaystyle C} wählen, also kooperieren. Für {\displaystyle N=2} erhält man dabei eine dem Zweipersonenspiel entsprechende Auszahlungsmatrix.
Allgemein handelt es sich um ein Gefangenendilemma mit {\displaystyle N} Akteuren ({\displaystyle N>1}), wobei {\displaystyle x} die Zahl der kooperierenden Akteure ist und für alle {\displaystyle 0<x\leq N} für die Auszahlungsfunktionen gilt:
1. {\displaystyle A_{D}(x-1)>A_{C}(x)}
2. {\displaystyle A_{D}(0)<A_{C}(N)}

Die erste Bedingung bedeutet, dass für den Fall, dass {\displaystyle x-1} Akteure kooperieren, es für einen einzelnen immer eine höhere Auszahlung bedeutet, wenn er defektiert als wenn er der {\displaystyle x}-te Kooperierende würde. Damit ist Defektion die dominierende Strategie. Die zweite Bedingung bewirkt, dass eine Kooperation aller Akteure zu einer höheren Auszahlung führt als generelle Defektion. Damit ist das Nash-Gleichgewicht ineffizient.
Beim klassischen Gefangenendilemma mit mehreren Personen können die Akteure nur zwischen zwei Strategien wählen und somit nicht über das Ausmaß der Kooperation entscheiden. Eine Verallgemeinerung, bei der letzteres möglich ist, ist das Öffentliche-Güter-Spiel.

## Empirie

### Computerturnier von Axelrod
Der amerikanische Politologe Robert Axelrod veranstaltete zum mehrmaligen Gefangenendilemma zu Beginn der 1980er Jahre ein Computerturnier, in dem er Computerprogramme mit verschiedenen Strategien gegeneinander antreten ließ. Die insgesamt erfolgreichste Strategie, und gleichzeitig eine der einfachsten, war besagte Tit-for-Tat-Strategie, entwickelt von Anatol Rapoport. Sie kooperiert im ersten Schritt (freundliche Strategie) und den folgenden und „verzichtet auf den Verrat“, solange der andere ebenfalls kooperiert. Versucht der andere, sich einen Vorteil zu verschaffen („Verrat“), tut sie dies beim nächsten Mal ebenfalls (sie lässt sich nicht ausbeuten), kooperiert aber sofort wieder, wenn der andere kooperiert (sie ist nicht nachtragend).
In seinem vielbeachteten Buch The Evolution of Cooperation beschrieb 1984 Axelrod die Ergebnisse seiner Computerturniere. Als wichtigsten Fall von Kooperation als dominanter Strategie im wiederholten Gefangenendilemma nannte Axelrod das Prinzip von „Leben und leben lassen“ im Ersten Weltkrieg.

### Evolutionsdynamische Turniere
Eine Weiterentwicklung des Spiels über mehrere Runden ist das Spielen über mehrere Generationen. Sind alle Strategien in mehreren Runden gegeneinander und gegen sich selbst angetreten, werden die erzielten Resultate für jede Strategie zusammengezählt. Für einen nächsten Durchgang ersetzen die erfolgreichen Strategien die weniger erfolgreichen. Die erfolgreichste Strategie ist in der nächsten Generation am häufigsten vertreten. Auch diese Turnier-Variante wurde von Axelrod durchgeführt.
Strategien, die zum Verraten tendierten, erzielten hier zu Beginn relativ gute Resultate – solange sie auf andere Strategien stießen, die tendenziell eher kooperierten, also sich ausnutzen ließen. Sind verräterische Strategien aber erfolgreich, so werden kooperative von Generation zu Generation seltener – die verräterischen Strategien entziehen sich in ihrem Gelingen selbst die Erfolgsgrundlage. Treffen aber zwei Verräter-Strategien zusammen, so erzielen sie schlechtere Resultate als zwei kooperierende Strategien. Verräter-Strategien können nur durch Ausbeutung von Mitspielern wachsen. Kooperierende Strategien wachsen dagegen am besten, wenn sie aufeinandertreffen. Eine Minderheit von miteinander kooperierenden Strategien wie z. B. Tit for Tat kann sich so sogar in einer Mehrheit von verräterischen Strategien behaupten und zur Mehrheit anwachsen. Solche Strategien, die sich über Generationen hin etablieren können und auch gegen Invasionen durch andere Strategien resistent sind, nennt man evolutionär stabile Strategien.
Tit for Tat konnte erst 2004 von einer neuartigen Strategie „Master and Servant“ (Ausbeuter und Opfer) der Universität Southampton geschlagen werden, wobei dazugehörige Teilnehmer sich bei gegenseitigem Aufeinandertreffen nach einem Initial-Austausch in eine Ausbeuter- bzw. eine Opferrolle begeben, um dem Ausbeuter (individuell) so eine Spitzenposition zu ermöglichen. Betrachtet man das Ergebnis des Ausbeuters und des Opfers zusammen (kollektiv), so sind sie bei den o. g. Auszahlungswerten schlechter als Tit for Tat. Nötig für die individuell guten Ergebnisse ist aber eine gewisse kritische Mindestgröße, d. h., Master and Servant kann sich nicht aus einer kleinen Anfangspopulation etablieren. Da die Spielpartner über ihr anfängliches Spielverhalten codiert kommunizieren, besteht der Einwand, dass die Master-and-Servant-Strategie die Spielregeln verletzt, wonach die Spielpartner isoliert voneinander befragt werden. Die Strategie erinnert an Insektenvölker, in denen Arbeiterinnen auf Fortpflanzung gänzlich verzichten und ihre Arbeitskraft für das Wohlergehen der fruchtbaren Königin aufwenden.
Notwendige Bedingungen für das Ausbreiten von kooperativen Strategien sind: a) dass mehrere Runden gespielt werden, b) sich die Spieler von Runde zu Runde gegenseitig wiedererkennen können, um nötigenfalls Vergeltung zu üben, und c) dass nicht bekannt ist, wann sich die Spieler zum letzten Mal begegnen.

## Asymmetrische Variation: Sequentielle Entscheidung
Die Variante des Gefangenendilemmas, bei der die Spieler nacheinander entscheiden, stellt die Spieler in eine asymmetrische Position. Eine solche Situation ergibt sich beispielsweise bei der Ausführung von bei eBay zustande gekommenen Geschäften. Zunächst muss der Käufer entscheiden, ob er kooperieren, d. h. den Kaufbetrag an den Verkäufer überweisen möchte. Anschließend entscheidet der Verkäufer, ob er die Ware versendet. Trivialerweise wird der Verkäufer in keinem Fall die Ware versenden, wenn der Käufer den Kaufbetrag nicht überweist.
(Anmerkung zum Verständnis: Im Folgenden steht nicht die rationale Entscheidungsfindung im Sinne einer optimalen Strategie, sondern eine emotionale Motivation im Fokus.)
Der Käufer befindet sich also in einer Situation der „Angst“, dass der Verkäufer die Ware nicht versenden könnte, auch wenn er – der Käufer – den Kaufpreis überweist. Ist das Geld beim Verkäufer eingegangen, gibt es für diesen die Versuchung („Gier“), die Ware dennoch nicht zu versenden. Angst und Gier können als Emotionen in diesem Fall den beiden Spielern also getrennt zugeordnet werden, während bei der üblichen, zeitgleichen Entscheidungsfindung beide Spieler gleichermaßen beide Emotionen empfinden bzw. erfahren können.
Dieser Unterschied macht die Analyse des Einflusses der Sozialen Identität (vereinfacht: „Wir-Gefühl“) möglich. Die traditionelle Hypothese ist, dass ein vorhandenes Wir-Gefühl die Tendenz zur Kooperation generell verstärkt. Yamagishi und Kiyonari stellten jedoch die These auf, dass ein Einfluss eines Wir-Gefühls zwar existiert, im Falle des sequentiellen Gefangenendilemmas jedoch ein viel stärkerer Effekt der reziproken Kooperation das Vorhandensein oder Nicht-Vorhandensein eines Wir-Gefühls unerheblich macht: Der Käufer motiviert den Verkäufer durch seine eigene Kooperation ebenfalls zur Kooperation. Simpson konnte jedoch zeigen, dass die Belege, die Yamagishi und Kiyonari für ihre These anführen, ebenfalls mit der Annahme verträglich sind, dass ein vorhandenes Wir-Gefühl die Spieler zwar dazu bringt, der Gier nicht nachzugeben, die Angst, der andere könne nicht kooperieren, jedoch weiterhin ein entscheidender Einfluss bleibt.
Ein solcher Sachverhalt wäre insbesondere dazu geeignet, zu erklären, dass bei den Minimal-group-Experimenten von Tajfel nicht beobachtet wurde, dass die Spieler den Gewinn ihrer eigenen Gruppe zu maximieren trachteten, sondern den Gewinnunterschied zur anderen Gruppe zu maximieren und den Unterschied innerhalb der eigenen Gruppe zu minimieren trachteten: Geht man einmal davon aus, dass zwei Spieler eines Gefangenendilemmas sich in irgendeiner Weise beide als Teil einer Gruppe fühlen und die Gruppenzugehörigkeit im Moment des Spiels salient ist, muss man annehmen, dass die beiden Spieler zum einen eine möglichst gleiche Verteilung, zum anderen eine möglichst geringe Summe an Strafen (bzw. möglichst hohe Summe an Belohnung) anstreben. Nimmt ein Spieler an, der andere kooperiere (er könne also durch Gier von der Kooperation abgehalten werden), so können beide Ziele durch Kooperation (Differenz: {\displaystyle R-R<T-S}; Summe: {\displaystyle 2R>T+S}) erreicht werden; nimmt der Spieler jedoch an, der andere kooperiere nicht (Angst vor Ausnutzung), so werden beide Ziele mit unterschiedlichen Strategien erreicht (Differenz schlägt Nicht-Kooperation vor: {\displaystyle P-P<T-S}; aber Summe schlägt Kooperation vor: {\displaystyle 2P<T+S}).

## Strategien

### Einige ausgewählte Strategien
Für das über mehrere Runden gespielte Gefangenendilemma gibt es viele verschiedene Strategien. Für einige Strategien haben sich Namen eingebürgert (Übersetzung in Klammern). Dahinter steht, wie hoch der durchschnittliche Gewinn ist. (Unter der Voraussetzung, dass die Anzahl der Runden unbekannt ist und es nach jedem Zug mit einer Wahrscheinlichkeit von {\displaystyle \delta \in {]0,1[}} einen weiteren Zug gibt. - Die Wahrscheinlichkeit, dass das Spiel mindestens i Züge dauert, ist also {\displaystyle \delta ^{i-1}}.)
- Tit for Tat: Kooperiert in der ersten Runde und kopiert in den nächsten Runden den vorherigen Spielzug des Spielpartners. Diese Strategie ist prinzipiell kooperationswillig, übt aber bei Verrat Vergeltung. Bei erneuter Kooperation des Mitspielers ist sie nicht nachtragend, sondern reagiert ihrerseits mit Kooperation.

- Der Tit-for-Tat-Spieler (TFT) erhält:
  - gegen einen ewigen Kooperateur (K): {\displaystyle TFT/K={\frac {R}{1-\delta }}} (dieselbe Auszahlung erhält der Kooperateur)
  - gegen einen anderen Tit-for-Tat-Spieler: {\displaystyle TFT/TFT={\frac {R}{1-\delta }}}
  - gegen einen ewigen Defekteur/Verräter (D): {\displaystyle TFT/D={\frac {P}{1-\delta }}+S-P}

- mistrust (Misstrauen): Verrät in der ersten Runde und kopiert in den nächsten Runden (wie Tit for Tat) den vorherigen Spielzug des Spielpartners. Ist nicht von sich aus kooperationswillig.
- spite (Groll): Kooperiert solange, bis der Mitspieler zum ersten Mal verrät. Verrät danach immer. Kooperiert bis zum ersten Vertrauensmissbrauch. Sehr nachtragend.
- punisher (Bestrafer): Kooperiert bis zur ersten Abweichung. Dann ist er so lange feindlich, bis der Gewinn des Mitspielers aus seinem Abweichen aufgebraucht wurde. Dann kooperiert er wieder bis zum nächsten Abweichen von der kooperativen Lösung. Diese Strategie ist optimal bei kooperationswilligen Spielern, die Fehler begehen, also irrtümlich einen konfrontativen Zug machen. Bei wenigen Wiederholungen oder zu großen Unterschieden in der Ergebnismatrix kann es jedoch vorkommen, dass ein Verlust durch einen Fehler des Gegners nicht mehr ausgeglichen werden kann. Diese Spiele heißen unheilbar.
- pavlov: Kooperiert in der ersten Runde und verrät, falls der vorherige Zug des Mitspielers anders als der eigene war. Kooperiert, wenn in der Vorrunde beide Spieler kooperierten oder beide verrieten. Dies führt zu einem Wechsel des Verhaltens, wenn der Gewinn der Vorrunde klein war, aber zum Beibehalten des Verhaltens, wenn der Gewinn groß war.
- gradual (allmählich): Kooperiert solange, bis der Mitspieler zum ersten Mal verrät. Verrät darauf einmal und kooperiert zweimal. Verrät der Mitspieler nach dieser Sequenz nochmals, verrät die graduale Strategie zweimal und kooperiert zweimal. Verrät der Mitspieler danach nochmals, verrät sie dreimal und kooperiert zweimal. Diese Strategie kooperiert grundsätzlich, bestraft aber jeden Ausbeutungsversuch zunehmend unversöhnlicher.
- prober (Sondierer): spielt die ersten drei Züge kooperieren, verraten, verraten und verrät fortan, wenn der Gegner im zweiten und dritten Zug kooperiert hat, spielt sonst Tit for Tat. Testet, ob sich der Mitspieler ohne Vergeltung ausnehmen lässt. Nimmt nicht-vergeltende Mitspieler aus. Passt sich bei Vergeltung aber an.
- master and servant („Herr und Knecht“ oder auch „Southampton-Strategie“): Diese Strategie spielt während der ersten fünf bis zehn Runden ein der Erkennung dienendes, codiertes Verhalten. Die Strategie stellt so fest, ob der Mitspieler ebenfalls Master and Servant spielt, d. h., ob er ein Verwandter ist. Ist dies der Fall, wird der eine Mitspieler zum Ausbeuter („Master“), der immer betrügt, der andere Mitspieler zum Ausgenommenen („Servant“), der bedingungslos und scheinbar wider alle Vernunft kooperiert. Ist der Mitspieler nicht Master-and-Servant-konform, wird betrogen, um die Mitstreiter im Wettbewerb zu schädigen. Dies führt zu einem sehr guten Resultat für die Strategie insgesamt, da bei Master-and-Servant-Begegnungen der Master fast immer die maximal mögliche Punktzahl für einseitigen Verrat erhält, was bei sonst üblichen Begegnungen extrem unwahrscheinlich ist. Durch das mehrfache Einsenden von ähnlichen, sich als „verwandt“ erkennenden Master-and-Servant-Strategien kann der Erfolg in einem Turnier noch verstärkt werden. Ob Master and Servant gegen Tit for Tat gewinnen kann, hängt von den vergebenen Punkten (Auszahlungsmatrix) ab. Wenn {\displaystyle T+S<2\cdot R} ist, hat es die Strategie schwer, gegen Tit for Tat zu gewinnen.
- always defect (verrate immer): Verrät immer, egal was der Spielpartner tut.

Gegen einen ewigen Kooperateur (K) erhält der Defekteur/Verräter (D): {\displaystyle D/K={\frac {T}{1-\delta }}}
Gegen einen anderen ewigen Defekteur/Verräter (D) erhält der Defekteur/Verräter (D): {\displaystyle D/D={\frac {P}{1-\delta }}}
- always cooperate (kooperiere immer): Kooperiert immer, egal was der Spielpartner tut.

Gegen einen anderen ewigen Kooperateur (K) erhält der Kooperateur (K): {\displaystyle K/K={\frac {R}{1-\delta }}}
Gegen einen ewigen Defekteur/Verräter (D) erhält der Kooperateur (K): {\displaystyle K/D={\frac {S}{1-\delta }}}
- random (Zufall): Verrät oder kooperiert aufgrund eines 50:50-Zufallsentscheids.
- per kind (periodisch und freundlich): Spielt periodisch die Folge kooperieren/kooperieren/verraten. Diese Strategie versucht, den Mitspieler durch zweimaliges Kooperieren in Sicherheit zu wiegen, um ihn dann einmal auszunehmen.
- per nasty (periodisch und unfreundlich): Spielt periodisch die Folge verraten/verraten/kooperieren.
- go by majority (entscheide gemäß Mehrheit): Kooperiert in der ersten Runde und spielt dann den meistbenutzten Zug des Mitspielers. Bei Unentschieden wird kooperiert.
- Tit for Two Tats (gutmütigeres Tit for Tat): Kooperiert in der ersten Runde. Hat der Mitspieler zuletzt kooperiert, wird auch kooperiert. Hat aber der Mitspieler zuletzt verraten, wird mit gleicher Wahrscheinlichkeit kooperiert oder verraten. Diese Tit-for-Tat-Variation kann sehr erfolgreich Kolonien bilden, auch wenn durch „Missverständnisse“ (Sabotage oder schlechte Kommunikation) die Geschäftsbeziehung hin und wieder gestört wird. Normale Tit-for-Tat-Agenten können durch eine Störung in einen Zyklus geraten, in dem immer abwechselnd einer kooperiert und der andere verrät. Dieser Zyklus wird nur durch eine weitere Störung durchbrochen.

Gegen einen ewigen Defekteur/Verräter (D) erhält der Tit-for-Two-Tat-Spieler (TFTT) die Auszahlung: {\displaystyle TFTT/D={\frac {S}{1-\delta }}+(1+\delta ^{2})\cdot (S-P)}.
Gegen einen ewigen Kooperateur (K), einen Tit-for-Tat-Spieler, oder einen anderen tit-for-two-tat-Spieler erhält er die Auszahlung: {\displaystyle ={\frac {R}{1-\delta }}}.

### Optimale Strategie
Die Strategie Tit for Tat ist – wenn sie strikt gespielt wird – eine einfache, aber sehr wirkungsvolle und langfristig erfolgreiche Strategie. Sind aber im Spiel auch Fehlkommunikation und Missverständnisse möglich (z. B. ein Kooperieren wird als Verraten missverstanden), weist striktes Tit for Tat einen Schönheitsfehler auf: Ein durch ein Missverständnis aufgetauchter Verrat wird dann durch eine Abfolge wechselseitiger Vergeltungen perpetuiert und nicht verziehen. Beide Spieler können sich so in einem andauernden Konflikt aus Vergeltungsreaktionen blockieren und ihr Spielergebnis wesentlich schmälern. Dieser Umstand wird Vendetta (ital. Blutrache) oder auch Echoeffekt (das eigene Handeln hallt eine Runde zeitversetzt wider) genannt. Vendetta kann unter Tit-for-Tat-Spielenden nur durch Fehlkommunikation entstehen, da die Tit-for-Tat-Strategie nie unprovoziert von sich aus verraten spielt. Die Vendetta kann auch nur wieder durch eine weitere Fehlkommunikation unterbrochen werden (wenn ein Verraten als Kooperieren missverstanden wird), da die Tit-for-Tat-Strategie von sich aus nie eine Vergeltung unterlässt.
Eine mögliche Adaption der Tit-for-Tat-Strategie, um das Risiko einer ausgedehnten Vendetta zu verkleinern, ist deshalb, die Strategie etwas weniger unerbittlich bei der Vergeltung zu machen, also der Strategie einen Verzeih-Mechanismus einzubauen. Dieser bewirkt, dass nicht jeder Verrat vergolten wird, sondern mit einer gewissen Wahrscheinlichkeit ein Verrat auch ohne Vergeltung toleriert wird. Ein solches „gutmütiges Tit for Tat“ ist das oben erwähnte Tit for Two Tat. Solange die Häufigkeit der Fehlkommunikation zwischen den Spielern nicht so hoch ist, dass sie die Erkennbarkeit der gespielten Tit-for-Tat-Strategie verhindert, ist es noch möglich, optimale Ergebnisse zu erzielen. Dazu muss die Häufigkeit des Verzeihens proportional zur Häufigkeit der Kommunikations-Fehler gewählt werden.

## Beispiele

### Aus Politik und Gesellschaft
Das Gefangenendilemma lässt sich auf viele Sachverhalte in der Praxis übertragen. Vereinbaren beispielsweise zwei Länder eine Rüstungskontrolle, so wird es immer individuell besser sein, heimlich doch aufzurüsten. Keines der Länder hält sich an sein Versprechen und beide sind durch die Aufrüstung schlechter gestellt (höheres Gefahrenpotential, höhere ökonomische Kosten), allerdings besser, als wenn nur der jeweils andere aufrüstete (Gefahr einer Aggression durch den anderen).
Ein alltägliches Beispiel für ein Gefangenendilemma mit mehreren Personen kann sich durch dauerhaftes Belegen von Liegestühlen in einer Freizeiteinrichtung ergeben. Wenn die Zahl der Liegen so ausgelegt ist, dass sie bei Zugrundelegung der durchschnittlichen Nutzungsdauer für alle Gäste ausreichen würden, kann dennoch ein Engpass entstehen, wenn Gäste dazu übergehen, die Liegen dauerhaft zu belegen, beispielsweise durch Auflegen eines Handtuchs.
Dem Braess-Paradoxon liegt ebenfalls ein Gefangenendilemma zugrunde. Aufgrund eines solchen kommt es durch den Bau einer zusätzlichen Straße zu einer Verschlechterung der Situation, d. h. zu mehr statt weniger Staus (siehe auch Nagel-Schreckenberg-Modell).
Manche Autoren sprechen auch vom Isolationsparadox, wenn von zwei mit A und B bezeichneten Handlungsalternativen die Wahl von A für den entsprechenden Akteur einen Vorteil bringt (und dieses Verhalten sogar geheim gehalten oder verschleiert werden kann), aber die Wahl von B für die Gesamtheit vorteilhaft bzw. wünschenswert wäre. Auch dies wird als Variante des Gefangenenlemmas angesehen.

### Aus der Wirtschaft
Auch in der Wirtschaft finden sich Beispiele für das Gefangenendilemma, etwa bei Absprachen in Kartellen oder Oligopolen: Zwei Unternehmen vereinbaren eine Outputquote (zum Beispiel bei der Ölförderung), aber individuell lohnt es sich, die eigene Quote gegenüber der vereinbarten zu erhöhen. Beide Unternehmen werden mehr produzieren. Das Kartell platzt. Die Unternehmen im Oligopol sind aufgrund der erhöhten Produktion gezwungen, die Preise zu senken, wodurch sich ihr Monopolgewinn schmälert.
Konkurrieren mehrere Firmen auf einem Markt, erhöhen sich die Werbeausgaben immer weiter, da jeder die anderen ein wenig übertreffen möchte. Diese Theorie konnte 1971 in den USA bestätigt werden, als ein Gesetz zum Werbeverbot für Zigaretten im Fernsehen verabschiedet wurde. Es gab kaum Proteste aus den Reihen der Zigarettenhersteller. Das Gefangenendilemma, in das die Zigarettenindustrie geraten war, wurde durch dieses Gesetz gelöst.
Ein weiteres Beispiel ist ein Handelsreisender, der seine Kunden bei Vorkasse (gegebenenfalls ungedeckte Schecks) mit guter Ware (kleinerer Profit, aber langfristig sicher) oder gar keiner Ware (hoher kurzzeitiger Profit) beliefern kann. Händler mit schlechtem Ruf verschwinden in solchen Szenarien vom Markt, da keiner mit ihnen Geschäfte macht und sie ihre Fixkosten nicht decken können. Hier führt Tit for Tat zu einem Markt mit wenig „Betrug“. Ein bekanntes Beispiel nach diesem Muster ist die Funktionsweise des eBay-Bewertungsschemas: Händler, die trotz erhaltener Bezahlung die vereinbarte Ware nicht liefern, erhalten schlechte Bewertungen und verschwinden so vom Markt.
Beachtenswert ist das Anbieterdilemma, das zu einer Beeinflussung der Preise für angebotene Güter führt. Zwar profitieren Anbieter bei Vorliegen des Dilemmas nicht, jedoch kann sich die Wohlfahrt einer Volkswirtschaft insgesamt erhöhen, da der Nachfrager durch niedrige Preise profitiert. Durch staatlichen Eingriff in Form von Wettbewerbspolitik wird ein Anbieterdilemma häufig künstlich generiert, indem beispielsweise Absprachen zwischen Anbietern untersagt werden. Somit sorgen Institutionen für mehr Wettbewerb, um den Verbraucher zu schützen.
Auch die Versteigerung der UMTS-Lizenzen in Deutschland kann als Beispiel dienen. Es wurden zwölf Frequenzblöcke für UMTS versteigert, die entweder als Zweier- oder Dreier-Paket erworben werden konnten. Sieben Bieter (E-Plus/Hutchison, Mannesmann, T-Mobile, Group 3G/Quam, debitel, mobilcom und Viag Interkom) nahmen an der Versteigerung im August 2000 teil. Wie im theoretischen Original waren Absprachen unter den Spielern, also den Mobilfunkanbietern, unterbunden worden. Nach dem Ausscheiden von debitel nach der 126. Runde am 11. August 2000 waren zwölf Lizenzen für sechs Mobilfunkanbieter vorhanden, also zwei für jeden; die Summe aller Lizenzen betrug zu diesem Zeitpunkt 57,6 Mrd. DM. Da die Mobilfunkanbieter jedoch auf das Ausscheiden eines weiteren Anbieters und die Möglichkeit, drei Lizenzen zu erwerben, spekulierten, reichten sie weiter Gebote ein. In der 173. Runde am 17. August 2000 gingen je zwei Lizenzen an die sechs verbliebenen Mobilfunkanbieter – ein Ergebnis also, das auch schon in der 127. Runde hätte erreicht werden können. Die Summe, die die Mobilfunkanbieter für alle Lizenzen zahlten, lag nun aber bei 98,8 Mrd. DM.

### Aus der Kriminalistik
Die sogenannte „Omertà“ (Schweig oder stirb!) der Mafia versucht das Schweigen (Kooperieren) dadurch sicherzustellen, dass ein Verstoß mit besonders drastischen Sanktionen bedroht wird. Damit wird die Kooperation gefestigt, während zugleich ein einseitiges Geständnis durch extremen Verlust demotiviert wird. Dies wäre eine Internalisierung eines negativen externen Effektes („negativ“ in rein spieltheoretischem Sinn).
Omertà versucht die Spieler zu gegenseitigem Vertrauen anzuhalten, kann aber das grundsätzliche Dilemma nicht auflösen.
Als Gegenmittel kann die Justiz z. B. Verrätern Straffreiheit und/oder eine neue Identität anbieten, um das Vertrauen der Komplizen zu untergraben (Kronzeugenregelung). Eine einfache (wenngleich in Deutschland nach § 136a StPO unzulässige) Vernehmungsstrategie der Polizei kann darin bestehen, den Verdächtigten zu verunsichern, indem fälschlich behauptet wird, der Komplize hätte bereits gestanden.
Rilling hat in einer Studie an psychisch gestörten Probanden herausgefunden, dass ein Defizit an Kooperation mit Defiziten im emotionalen und behavioralen Bereich einhergeht. Psychopathie wird als Störung vor allem der Affekte für soziale Interaktion angesehen. Sie wird definiert als sozial beeinträchtigende Persönlichkeitsstörung mit affektiven, sozialen und Verhaltensproblemen. Psychopathen verspüren in Übereinstimmung mit den Annahmen Axelrods (1987) viel weniger den Wunsch, stabile Beziehungen einzugehen und zu unterhalten. Dass bei einer klinischen Population, welche überzufällig beim iterierten Gefangenendilemma defektiert, gleichzeitig die genannten Defizite auftreten, deutet auf die nahe Verwandtschaft der Fähigkeit zu kooperieren mit Empathie und emotionalem Affekt hin.

## Institutionenökonomie
Karl Homann geht in seiner Konzeption einer Wirtschaftsethik davon aus, dass es Aufgabe der Staaten bzw. des Gesetzgebers sei, in der Gestaltung der Rahmenordnung darauf hinzuwirken, dass erwünschte Dilemmasituationen aufrechterhalten werden und dass unerwünschte Dilemmasituationen durch die Schaffung bzw. Veränderung von Institutionen überwunden werden. So können beispielsweise gesetzliche Mindeststandards bei der Sicherung von Konsumentenrechten (z. B. AGB-Gesetz) ein Misstrauen dem Verkäufer gegenüber (unerwünschte Dilemmasituation) ausräumen und so zu mehr Handel führen; gleichzeitig ist die Konkurrenz zwischen den jeweiligen Verkäufern und den jeweiligen Käufern als erwünschte Dilemmasituation aufrechtzuerhalten.
Inwiefern das Gefangenendilemma die soziale Wohlfahrt verbessert oder verschlechtert, hängt also vom betrachteten Sachverhalt ab. Im Fall eines Kartells oder Oligopols führt das Gefangenendilemma zu einer Verbesserung der Situation. Das „Marktversagen“ durch ein verringertes Angebot kann behoben werden. Betrachtet man allerdings die Waffenaufrüstung von Staaten oder die Werbeausgaben von Firmen, dann führt das Gefangenendilemma zu einer schlechteren Wohlfahrt, da lediglich Kosten geschaffen werden, die zu keinem neuen Nutzen führen.

## Verwandte Probleme
Zu den symmetrischen Zweipersonen-Nichtnullsummenspielen gehören auch das Spiel mit dem Untergang (Feiglingsspiel, chicken game), die Hirschjagd, das Urlauberdilemma und das Spiel Kampf der Geschlechter.
Weiteres Beispiel dafür, dass individuelle und kollektive Rationalität zu unterschiedlichen Ergebnissen führt, ist die Rationalitätenfalle.